# Leone Casagranda
Padre Leone Casagranda, al secolo Attilio Casagranda (Brusago, 26 maggio 1912 – Uciostoje (Tambov), 18 marzo 1943), è stato un militare e presbitero italiano, cappellano militare degli Alpini.
Per il suo ruolo durante la ritirata dal Fronte russo nell'ambito della seconda guerra mondiale, è stato decorato con due Medaglie di bronzo al Valor Militare italiane e con una croce di ferro di seconda classe tedesca. Il 2 maggio 2010 gli viene intitolato il Centro Culturale del Comune di Bedollo in Provincia di Trento. Caratteristica peculiare di questo cappellano militare è l'essere stato citato su tratti consistenti di romanzi sulla ritirata dalla Russia quali Noi soli vivi di Carlo Vicentini e Centomila gavette di ghiaccio di Giulio Bedeschi.

## Biografia
Attilio Casagranda, entrato in seminario nel 1924, vestì l'abito Cappuccino nel noviziato di Arco nell'autunno del 1928. Ordinato sacerdote il 28 giugno 1936, negli anni successivi fu designato all'insegnamento delle lettere presso il liceo dei Cappuccini di Rovereto. Dopo quattro anni di insegnamento, fu richiamato a Trento e nominato Direttore del Terzo Ordine Regolare di San Francesco. La sua aspirazione più grande, secondo la testimonianza della sorella Giuseppina Casagranda, era di prestare servizio presso la missione di Gkuraghe, in Abissinia, dove i suoi confratelli lo aspettavano quale prezioso collaboratore, ma altri compiti lo attendevano. Il 16 dicembre 1941, dopo neppure un anno da quando era divenuto Direttore del Terzo Ordine Francescano, fu richiamato come Cappellano Militare. Si diresse quindi ad Aosta, per iniziare il nuovo apostolato tra gli Alpini del Battaglione Sciatori Monte Cervino, e depose l'abito francescano, come scrisse lui stesso, con "un bacio e due lacrime".

"Alto e robusto, di carattere gioviale ed esuberante, sembrava fatto apposta per essere Cappellano degli Alpini" testimonia la sorella. Quando il sacerdote lo raggiunse, il battaglione era ormai prossimo alla partenza per il fronte Est. Nel marzo del 1942, Padre Leone si prodigò eroicamente per soccorrere i feriti nel primo aspro combattimento della campagna di Russia. Nell'aprile scriveva così ai suoi confratelli: 
Nel maggio del 1942, durante un secondo combattimento, duro e selvaggio, con la baionetta e le bombe a mano, Padre Leone meritò una prima medaglia di bronzo. Fu l'allora Cappellano Militare Don Arrigo Pintonello, poi Ordinario Militare, a darne la notizia ai confratelli in data 15 giugno 1942.
Nell'agosto dello stesso anno, vi fu un nuovo duro combattimento, nel quale Padre Leone si offrì di sostituire un altro Cappellano assente. Meritò in quest'occasione una seconda medaglia di bronzo e una Croce di Ferro di seconda classe dai Tedeschi. Tra il 15 ed il 18 gennaio 1943, combatté nella battaglia tra Kharkov e il fiume Don. Rimase circondato insieme ai suoi, ma si impose di continuare la resistenza. Fatto prigioniero dai Russi, camminò per quattro giorni nelle nevi e viaggiò per quaranta giorni su una carro bestiame prima di arrivare al campo di prigionia. Vi arrivò stremato, con un piede congelato. Morì di inedia, come l'80% dei prigionieri, il 16 marzo 1943 nel campo di prigionia numero 56 di Uciostoje, vicino a Tambov.

## Noi soli vivi
La notizia della morte fu riferita alla famiglia solo due anni più tardi, da Carlo Vicentini, tenente del battaglione Cervino. Fraterno amico di Vicentini, Padre Leone verrà citato da quest'ultimo nel suo Noi soli vivi. 
(Carlo Vicentini, Noi soli vivi. Quando settantamila italiani passarono il Don )
Dopo che alla coppia di ufficiali venne risparmiata la fucilazione dai russi, Vicentini suggerisce all'amico:
(Carlo Vicentini, Noi soli vivi. Quando settantamila italiani passarono il Don )
Infine, dopo che i due vengono fatti prigionieri assieme agli altri superstiti del battaglione, vengono descritti gli ultimi giorni e la morte di Padre Leone:
(Carlo Vicentini, Noi soli vivi. Quando settantamila italiani passarono il Don )

## Centomila gavette di ghiaccio
Un passo sarà dedicato al cappellano trentino anche da Giulio Bedeschi nel celebre Centomila gavette di ghiaccio. Padre Leone viene presentato così:
(Giulio Bedeschi, Centomila gavette di ghiaccio)
Ancora una volta viene descritto il suo modo di professare la fede vicino al cuore dei soldati più che alla dottrina ed ai dogmi, nel corso di un momento di stanca durante una violenta battaglia precedente la ritirata. Passa poi a descrivere in modo drammatico e toccante le ultime ore del cappellano.
- Ragazzi - mormorò - non è il momento di farvi discorsi. Ditemi: siete in pace con Dio?
- Be' ...
- Se mi dite che vi fa piacere, vi do l'assoluzione.
- Confessarci così, in questo momento.
- Non occorre. Basta che chiediate misericordia a Dio e gli offriate la vostra vita... così com'è.
Gli occhi dei due ufficiali risposero.
Congiunse le mani il cappellano, mormorò una preghiera, sfilò il guanto destro [...]
- Ormai credo di poterlo fare - disse, quasi parlando a se stesso; - la penitenza la stanno già facendo da un pezzo mi pare. - E fissando i due ufficiali: - Io vi assolvo; io li assolvo tutti. Levò la mano nuda sulla distesa bianca.
Era una mano diafana, esangue, di frate, adusata al breviario e al messale, ad innalzar l'Ostia, a spargere carità dove toccava; e Dio solo già sapeva che di lì a pochi mesi, nell'orrore della prigionia, padre Leone, distrutto dalla gangrena dei congelamenti, moribondo in tutto, ma non nello spirito, si sarebbe trascinato fino al suo ultimo respiro da morente a morente, ad alzare su di essi giacenti quella mano ormai putrida e sfatta fino all'osso, gocciolante di pus nel benedire.»
(Giulio Bedeschi, Centomila gavette di ghiaccio)

### Periodici
- La fine eroica d'un cappellano militare cappuccino, in Corriere Tridentino, 13 settembre 1946.
- Renzo M. Grosselli, Coraggio da Leone sulle nevi di Russia (PDF), in l'Adige, 28 marzo 2010,  p. 13. URL consultato il 29 aprile 2010 (archiviato dall'url originale il 4 marzo 2016).
- Morti nel compimento della loro missione, in Vita Trentina, 26 ottobre 1961.